# Forges de Zeebrugge

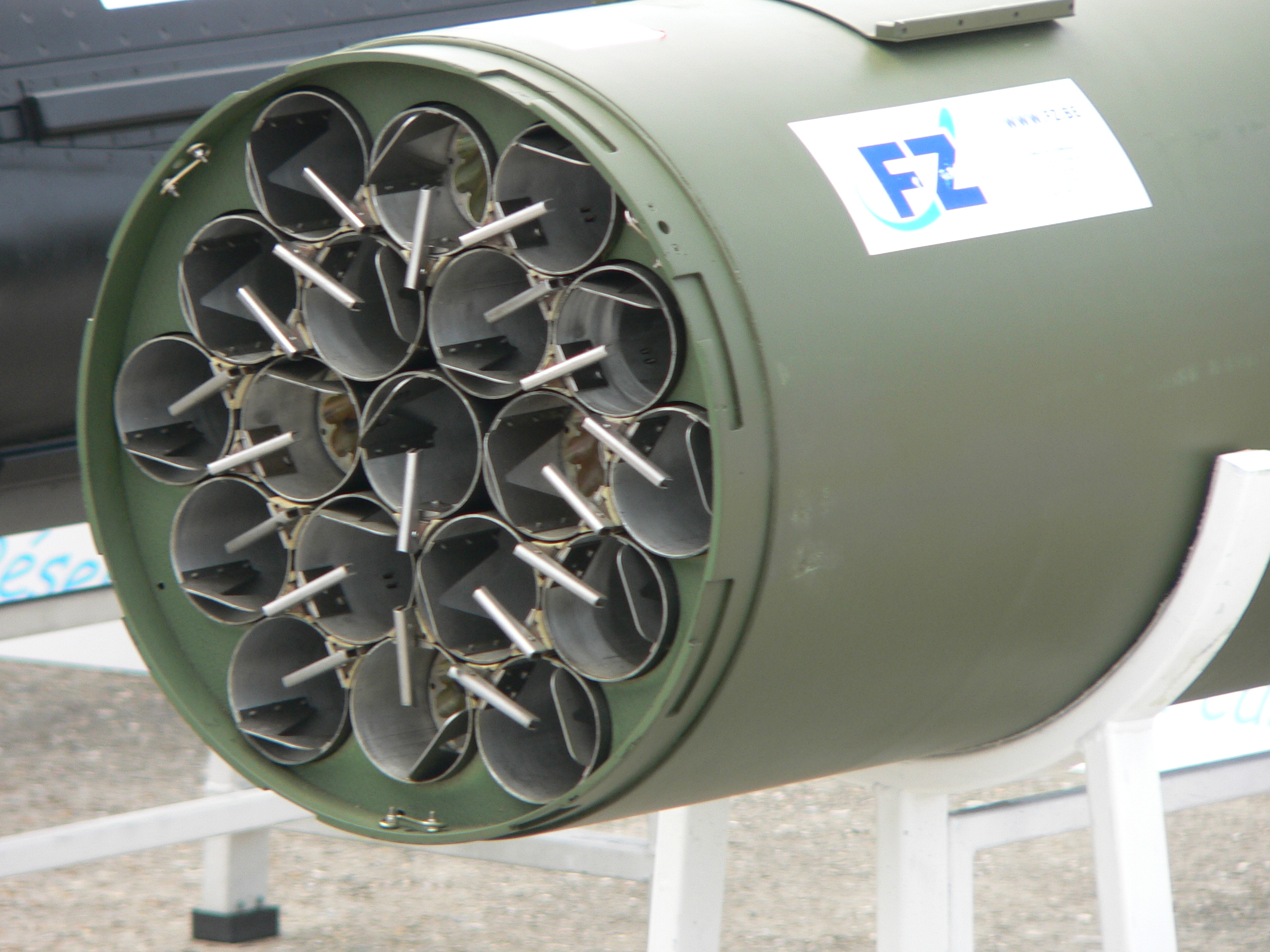
Startgerät für 19 70-mm-Raketen

Forges de Zeebrugge (oder kurz FZ) ist ein Rüstungsunternehmen mit Sitz in Herstal, Belgien.

## Geschichte
Forges de Zeebrugge wurde 1932 als Munitionsfabrik in Zeebrugge aus dem belgischen Stahlunternehmen Société anonyme d'Ougrée-Marihaye ausgegründet. Der belgische Ingenieur Albert Dewandre führte das Unternehmen.
Während des Zweiten Weltkrieges wurde das Fabrikgelände von der deutschen Wehrmacht besetzt. Mehrere Bombardierungen durch die alliierten Streitkräfte, insbesondere im Juli 1943, führten zur kompletten Zerstörung der Munitionsfabrik.
Nach dem Krieg wurden die alten Produktionsanlagen nicht neu aufgebaut; 1947 zog FZ nach Herstal um.
In den 1960er-Jahren erwarb FZ von den US-Streitkräften eine Lizenz zur Herstellung des Mk40-Raketenmotors für den europäischen Markt. Seitdem ist FZ in der Entwicklung und Herstellung von Luft-Boden-Raketen des Kalibers 70 mm (2,75 Zoll) zur Ausstattung von fliegenden Plattformen (insbesondere Dreh- und Starrflügler) tätig.
1971 erwarb FZ die Befestigungsanlage Fort d’Évegnée von der belgischen Armee zur Lagerung von Explosionsstoffen.
1975 wurde FZ Teil des belgischen Munitionsherstellers Poudreries réunies de Belgique, der wiederum zum Mischkonzern Société générale de Belgique gehörte.
Das Ende des Kalten Krieges ging für FZ einher mit großen organisatorischen Umbauten sowie massivem Arbeitsplatzabbau. Die Société générale de Belgique verkaufte ihre wirtschaftlich angeschlagenen Rüstungsunternehmen an verschiedene französische Unternehmen; Forges de Zeebrugge ging an Thomson Brandt Armament.
Seit 2000 ist FZ eine 100%ige Tochter der multinationalen Thales-Gruppe und ist ein führender Hersteller von Luft-Boden-Raketensystemen. FZ-Raketensysteme sind auf zahlreichen Plattformen verschiedener Flugzeug- und Helikopterhersteller vertreten, unter anderem Airbus Helicopters, Leonardo Helicopters, Hindustan Aeronautics, BAE Systems, Embraer, General Dynamics und Hawker Beechcraft.

## Produkte
- FZ-Raketensystem-70 mm
- Raketensystem 70 mm (2.75″) (Hydra)
- Raketen-Rohrstartbehälter
- Feuerleitrechner

## Kritik
FZ wurde seit Anfang 2000 als Produzent von Streumunition kritisiert. Bevor Belgien noch vor dem Zustandekommen des internationalen Übereinkommen über Streumunition die Produktion von Streumunition national verbieten wollte, kam es im Februar 2006 zu einer Demonstration der Mitarbeiter von FZ, da diese einen Arbeitsplatzabbau befürchteten. Dieses war wohl das einzige Mal, an dem Mitarbeiter eines Rüstungsunternehmens gegen das Übereinkommen öffentlich demonstrierten.